# 이즈미르 지하철

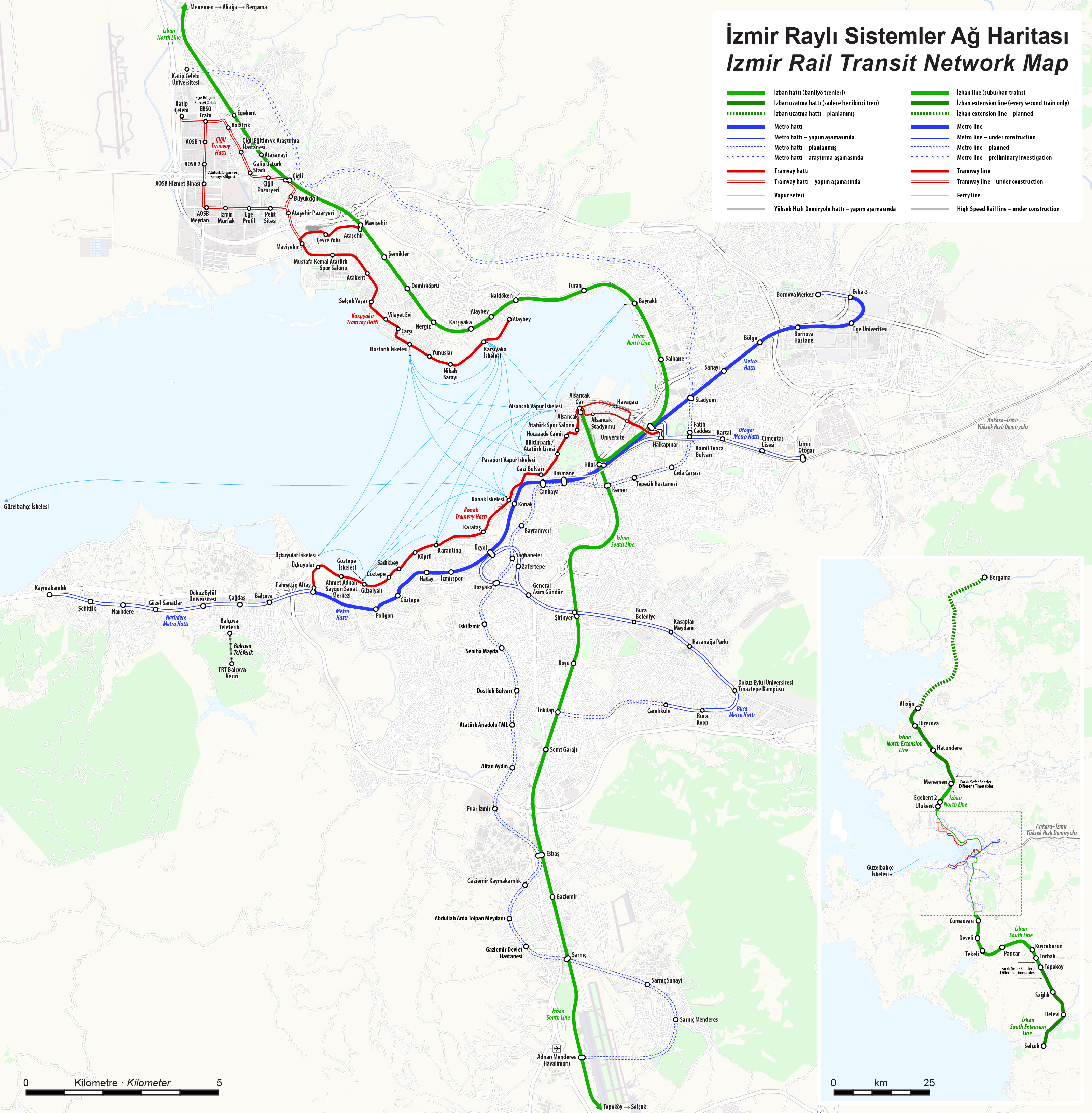

이즈미르 지하철(튀르키예어: İzmir metrosu)은 튀르키예 이즈미르 주 이즈미르의 지하철이다.